# Mercedes-Benz W 143
La Mercedes-Benz Type 230 (N) est présentée en 1937 en tant que successeur de la Type 230 (W 21).

## Type 230 N (1937)
La voiture a été construite sur le châssis court de la Type 200 (W 21) avec un essieu oscillant à l'arrière et une conception sans essieu mais avec des ressorts à lames transversaux à l'avant. La carrosserie était plus longue et plus large que celle de sa prédécesseur. Le moteur six cylindres en ligne d'une cylindrée de 2 229 cm³ et d'une puissance de 55 ch (40 kW) provenait également de la W 21, mais couplé a une boîte de vitesses à quatre rapports. Les carrosseries berline deux ou quatre portes, cabriolet A ou C, roadster et un châssis roulant étaient disponibles d'usine. La calandre est légèrement inclinée vers l'arrière et sans barre transversale pour les phares, ce qui donne à la voiture un aspect plus élégant. Le véhicule atteint une vitesse de pointe de 116 km/h.
Cependant, ces modèles sur châssis court n'étaient pas très appréciés du public, ils ont donc été retirés du programme l'année de leur apparition.

## Type 230 (1936-1941)

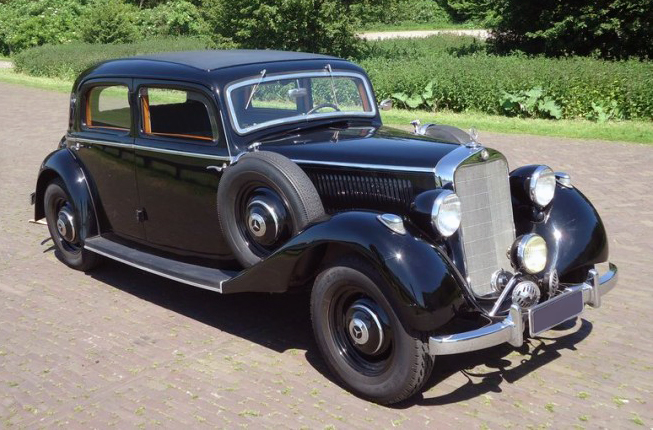
Mercedes-Benz Type 230, avant

En plus du modèle mentionné précédemment, une version sur le châssis long de la W 21 était proposée. Dans ce cas aussi, la carrosserie est plus longue et plus large que celle de la prédécesseur. Techniquement, il n'y avait aucune différence avec la Type 230 n; en plus du châssis, une berline quatre portes, les Cabriolets A, B et D, une limousine Pullman, un taxi et une voiture de tourisme six places avec toit décapotable et sans vitres latérales étaient également proposés.
La Type 260 D à moteur diesel, qui était auparavant basée sur le châssis W 21, a également été convertie au nouveau design en 1937.
Le modèle à châssis long était disponible jusqu'en 1941.